# Myoglanis aspredinoides
Myoglanis aspredinoides är en fiskart som beskrevs av Donascimiento och John G. Lundberg 2005. Myoglanis aspredinoides ingår i släktet Myoglanis och familjen Heptapteridae. Inga underarter finns listade i Catalogue of Life.